# Observatoire astronomique d'Aniane
L’observatoire astronomique d'Aniane dans l'Hérault a été créé en 1976 par l'astronome amateur Pierre Bourge, repris ensuite par Mathias Groubert, puis racheté en 2014 par Alexandre Chanaud, devenant Astronarium.

## Histoire
Pierre Bourge fonde la Société astronomique de Normandie et publie un bulletin, Le Ciel normand, ancêtre de la revue Ciel et Fusées puis de Ciel et Espace. C'est à partir de 1964 qu'il entreprend la construction de l'observatoire d'Aniane, qui ouvrira ses portes en 1976 et qu'il dirigera jusqu'en 1982.
Pierre Bourge a eu l’idée en 1962 de créer un centre d’astronomie pour accueillir les amateurs et les curieux du ciel.
Il a découvert le site actuel de l’observatoire en 1964. Avec l’aide de quelques passionnés tels que Jean Fulcrand, Roger Leblond, Jean-Marie Roques, Jean Chéry et quelques autres, le chemin d’accès fut tracé et l’observatoire naquit en 1976. Il voulait en faire un observatoire expérimental au service des amateurs, un centre de formation et, en parallèle, un centre culturel de détente et de loisirs adapté au public.
Par la suite, le site a été placé par le biais d’une nouvelle association (« GEOSPACE ») entre les mains de Bernard Pellequer, astronome diplômé et professionnel, et inauguré en 1982. Les objectifs premiers furent changés pour plus axer l’activité sur le grand public (surtout les scolaires).
L’observatoire connut ses heures de gloire dans les années 1990 et fut classé comme le plus important de France (hors observatoires astronomiques professionnels). L'activité fut florissante tant et si bien que la renommée du site devint rapidement nationale puis internationale dans le milieu de l’astronomie et au-delà.
Pour des raisons non communiquées, alors que l’activité faisait toujours face à une demande importante, l'activité cessa en 2001 et le site fut délaissé jusqu’à 2006. Il est repris ensuite par Mathias Groubert et l'association Arts et Astres, proposant comme avant l'observation du ciel.
Fin 2014, Alexandre Chanaud crée Astronarium Aniane. L'observatoire devient alors un parc à thème, avec un parcours entre les 7 coupoles ainsi que de l'hébergement,.